# Legendary (émission de télévision)
Legendary est une émission de téléréalité américaine de compétition voguing, explorant le monde underground de la ball culture américaine, et mise en ligne depuis le 27 mai 2020 sur HBO Max.
L'émission suit les membres LGBTQ noirs et latinos de huit maisons principales dans le périple de la compétition, organisée en neuf bals (danse, voguing et catégories marchées),. La dernière maison en lice remporte un prix de 100 000 $.
En juillet 2020, HBO Max annonce le renouvellement de l'émission pour une deuxième saison. Le 16 avril 2021, HBO Max annonce le lancement de la diffusion de la nouvelle saison le 6 mai 2021. En décembre 2022, HBO Max annonce l'annulation de la série après trois saisons.

## Principe
HBO Max décrit ainsi l'émission télévisée sur son site web officiel : 

« Dans cette téléréalité mettant l'accent sur la ball culture des temps modernes, les divas se battent en équipes appelées "Maisons" au cours de challenges de danse et de mode incluant le voguing dans les chances de brandir le trophée légendaire et de remporter un prix en espèces. Le voguing est un style compétitif de danse moderne comprenant haute couture et chorégraphie, inspiré des poses prises par les top models. Legendary présente huit maisons de voguing, chacune formée de cinq performers et un leader - le "parent" de la maison. Les équipes alternent dans un format de tournoi à la ronde qui documente un bal à thème chaque épisode du début à la fin, offrant un accès complet aux coulisses du spectacle. »

## Distribution
- Dashaun Wesley est le maître des cérémonies[2]
- MikeQ est le DJ résident[2]

### Juges
- Jameela Jamil (saisons 1, 2 et 3)[2]
- Law Roach (saisons 1, 2 et 3)[2]

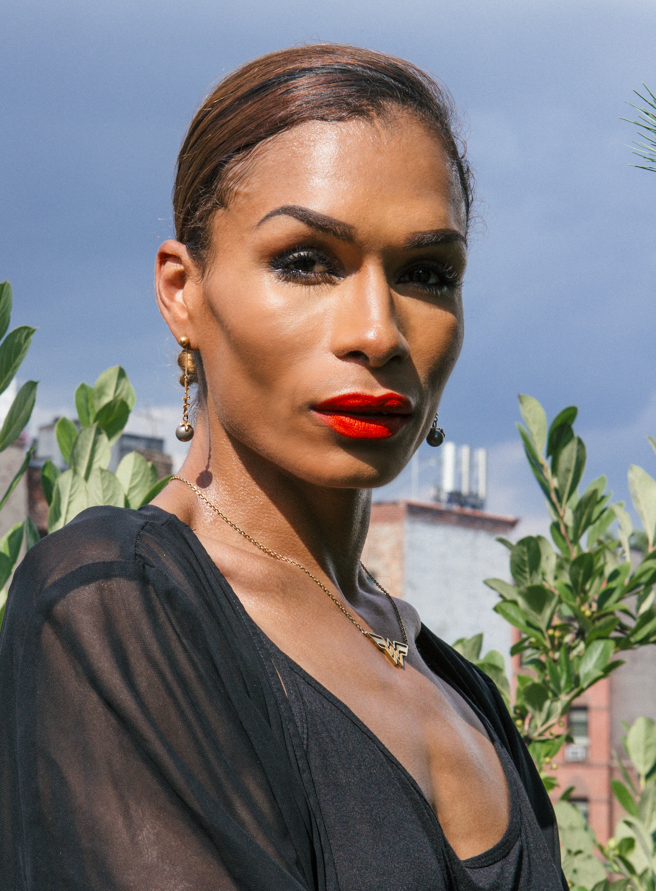
Leiomy Maldonado porte le titre honorifique de Wonder Woman de la vogue.

- Leiomy Maldonado (saisons 1, 2 et 3)[2]
- Megan Thee Stallion (saisons 1 et 2)[2]
- Keke Palmer (saisons 3)[2]

## Progression des maisons
| Maison             | 1    | 2        | 3        | 4    | 5        | 6        | 7    | 8        | 9        |
| ------------------ | ---- | -------- | -------- | ---- | -------- | -------- | ---- | -------- | -------- |
| Maison Balmain     | SAFE | BTM      | SAFE     | SAFE | SAFE     | SAFE     | SAFE | WIN      | Gagnante |
| Maison Lanvin      | SAFE | WIN      | SAFE     | WIN  | BTM      | WIN      | WIN  | BTM      | Seconde  |
| Maison Escada      | SAFE | SAFE     | WIN      | BTM  | SAFE     | BTM      | SAFE | WIN      | Eliminée |
| Maison Gucci       | SAFE | SAFE     | SAFE     | BTM  | WIN      | SAFE     | SAFE | Eliminée |          |
| Maison Ninja       | WIN  | SAFE     | BTM      | SAFE | SAFE     | Eliminée |      |          |          |
| Maison Ebony       | SAFE | SAFE     | SAFE     | SAFE | Eliminée |          |      |          |          |
| Maison St. Laurent | SAFE | SAFE     | Eliminée |      |          |          |      |          |          |
| Maison West        | SAFE | Eliminée |          |      |          |          |      |          |          |

 La maison a gagné Legendary.
 La maison est arrivée seconde.
 La maison est déclarée supérieure et remporte le bal.
 La maison est en danger d'élimination.
 La maison perd le duel de voguing et est éliminée.
 La maison est éliminée sans passer par le duel.

## Épisodes
| Épisode | Titre                | Date de première diffusion |
| --- | -------------------- | -------------------------- |
| 1 | Welcome to My House  | 27 mai 2020                |
| Dashaun Wesley introduit les quatre juges pour la première fois et inaugure le premier bal "légendaire". Les huit maisons sont invitées et doivent chacune se présenter à travers une performance. Chaque maison est présentée aux téléspectateurs avec un portrait en images où les membres racontent leurs histoires et leurs chemins de vie, suivi de leur performance. La Maison Ninja est déclarée supérieure par les juges et gagne le premier bal. - Challenge : Présenter sa maison avec une performance - Gagnante du bal : Maison Ninja |                      |                            |
| 2 | "Once Upon A Time"   | 27 mai 2020                |
| Sur le thème des contes de fées, ce deuxième bal est divisé en trois catégories : Voguing with Hair Whips, Face et Runway. Pour chaque catégorie, les juges doivent décerner à chaque maison un 10 (le score le plus haut dans la ball culture) ou un "chop" (le score éliminatoire). Voguing with Hair Whips : Les compétiteurs sont London Escada, Xa'Pariis Ebony, Jeter Gorgeous Gucci, Makaylah Lanvin, Champ St. Laurent, Calypso Balmain, Chise Ninja et Destiny West. Escada, Balmain et West obtiennent un "chop" et sont donc éliminées. St. Laurent, Ninja, Gucci, Ebony et Lanvin remportent un 10. Pour les départager, Ninja et St. Laurent s'affrontent et Ninja remporte le duel. Ebony, Gucci et Lanvin s'affrontent aussi et Lanvin l'emporte. Finalement, Ninja gagne le duel contre Lanvin et remporte le Grand Prix de la catégorie. Face : Les compétiteurs sont Christian St. Laurent, Eyricka Lanvin, Jarrell Gucci, Jamie Ninja, Wilma West, Shyanne Escada, Shy Ebony et Cali Balmain. Chop : Ninja, West, Escada, Balmain. 10 : St. Laurent, Lanvin, Gucci, Ebony. St. Laurent et Ebony s'affrontent et St. Laurent l'emporte. Lanvin et Gucci s'affrontent et Lanvin l'emporte. St. Laurent gagne le duel final contre Lanvin et remporte le Grand Prix. Runway : Toutes les maisons obtiennent un chop à l'exception de Maison Escada et Maison Lanvin. cela provoque une dispute entre les juges Law Roach et Leiomy Maldonado : le premier estime que Lanvin et Escada n'ont aucun mérite puisqu'elles n'ont pas suivi le thème vestimentaire des Trois Souris aveugles, mais la seconde insiste que la synchronisation des pas est plus importante. Dashaun Wesley tranche en suivant les règles du bal : "si c'est un chop, c'est un chop". Lanvin et Escada s'affrontent, et Lanvin remporte le Grand Prix. Maison Lanvin est désignée grande gagnante du bal. Maison Balmain et West sont toutes deux en danger et doivent chacune désigner un membre pour disputer un duel de voguing afin de sauver leur maison. Père Jamari Balmain se dévoue lui-même, tandis que Père James West désigne sa fille Wilma. Balmain remporte le duel et la Maison West est éliminée. - Juge invité : Tyson Beckford - Challenge : Marcher 3 catégories sur le thème des contes de fées - Rapunzel Effect (ou Voguing with Hair Whips) : Un(e) membre de chaque maison vogue en mettant ses cheveux en valeur - Grand prix de la catégorie : Chise de la Maison Ninja. - Mirror Mirror (ou Face) : Un(e) membre de chaque maison met son visage en valeur et "vend" sa peau, ses dents, sa structure faciale et son hygiène avec de l'attitude. - Grand prix de la catégorie : Christian de la Maison St. Laurent. - Three Mice (ou Runway) : Les trois meilleurs marcheurs de chaque maison défilent à l'unison avec des looks uniformes et une attitude féroce. - Grand prix de la catégorie : Maison Lanvin. - Gagnante du bal : Maison Lanvin - Maisons risquant l'élimination : Maison Balmain et Maison West - Membres appelé(e)s à disputer le duel de voguing : Père Jamari Balmain et Wilma West. - Maison éliminée : Maison West |                      |                            |
| 3 | "Circus Bezerkus"    | 4 juin 2020                |
| Sur le thème du cirque déjanté, les sept maisons doivent présenter une performance de groupe lors de ce troisième bal. Maison Lanvin ouvre le bal avec un cirque ressemblant à un laboratoire des horreurs, Eyricka Lanvin représentant le docteur Frankenstein. Maison Ninja présente une performance inspirée des cirques asiatiques, qui ne correspond cependant pas aux attentes des juges. Maison Ebony s'inspire du monde du catch dans sa performance. Maison Balmain présente un cirque de clowns faisant référence à Ça. Maison St. Laurent marche avec des camisoles de force mais la performance n'est pas bien reçue par les juges. Maison Escada présente un freak show incorporant les 5 éléments de la vogue qui fait l'unanimité chez les juges. Maison Gucci, qui a perdu son membre Miracle, interprète un numéro à quatre inspiré du film The Purge. Dominique Jackson est en désaccord avec les autres juges et estime que la performance n'est pas magnifique, Delicious Gucci lui répondant quelle n'est « pas si magnifique » elle-même. Une dispute éclate entre Jackson et Delicious Gucci, et Law Roach intervient pour rappeler que Jackson est une légende du ballroom et une invitée dans l'émission. Maison Escada est déclarée maison supérieure et gagnante du troisième bal. Maison St. Laurent et Maison Ninja sont les deux maisons risquant l'élimination et donc convoquées au duel de voguing pour obtenir leur rédemption. Mère Michell'e St. Laurent convoque son fils Pretty, et Mère Dolores Ninja sa fille Chise. Chise remporte le duel et Maison St. Laurent est éliminée. - Juge invitée : Dominique Jackson - Challenge : Performance de groupe sur le thème du cirque déjanté - Gagnante du bal : Maison Escada - Maisons risquant l'élimination : Maison Ninja et Maison St. Laurent - Membres appelé(e)s à disputer le duel de voguing : Pretty St. Laurent et Chise Ninja. - Maison éliminée : Maison St. Laurent |                      |                            |
| 4 | "Wild Wild West"     | 11 juin 2020               |
| Sur le thème du Far West, ce quatrième bal est divisé en trois catégories : Spinning Gowns, Body et Runway. Pour chaque catégorie, les juges doivent décerner à chaque maison un 10 (le score le plus haut dans la ball culture) ou un "chop" (le score éliminatoire). Une nouveauté est introduite cet épisode : le bal est le premier "money ball", et 25 000 dollars de récompenses sont divisés entre les trois catégories, indépendamment de la récompense finale de la compétition. Spinning Gowns : Les compétiteurs sont Twilight Escada, Xa'Pariis Ebony, Delicious Gorgeous Gucci, Eyricka Lanvin, Calypso Balmain et Sattva Ninja. Ninja et Gorgeous Gucci obtiennent un "chop" et sont donc éliminées. Ebony, Escada, Lanvin et Balmain remportent un 10. Pour les départager, Ebony et Balmain s'affrontent et Ebony remporte le duel. Escada et Lanvin s'affrontent aussi et Escada l'emporte. Finalement, Escada gagne le duel contre Ebony et remporte le Grand Prix de la catégorie ainsi que 5 000 dollars. Body : Les compétiteurs sont Packrat Lanvin, Jarrell Gucci, Dolores Ninja, Jazzul Escada, Isla Ebony et Jamari Balmain. Chop : Escada. 10 : Ebony, Lanvin, Gucci, Ninja et Balmain. Lanvin et Ebony s'affrontent et Lanvin l'emporte. Ninja, Balmain et Gucci s'affrontent. Gucci est d'abord éliminée, puis Balmain, et Ninja l'emporte. Lanvin gagne le duel final contre Ninja et remporte le Grand Prix ainsi que 5 000 dollars. Packrat est émue et donne un discours sur la pression des standards de beauté, appuyée par Megan Thee Stallion. Runway : Escada, Gucci et Balmain reçoivent de mauvaises critiques pour leurs performances, tandis que celles de Ninja, Lanvin et Ebony sont saluées par les juges. Finalement, Maison Ninja remporte le Grand Prix de la catégorie et 15 000 dollars. Maison Lanvin est à nouveau déclarée maison supérieure et remporte le quatrième bal, reprenant le trophée légendaire. Maison Escada et Maison Gucci risquent toutes deux l'élimination, mais Jamil annonce qu'une deuxième chance leur est accordée par les juges pour récompenser leurs efforts tout au long de la compétition. - Juge invité : Nico Tortorella - Challenge : Marcher 3 catégories sur le thème du Far West - Come Up & See Me (ou Spinning Gowns) : Un(e) membre de chaque maison défile en robe de soirée en incluant un élément "tournant". - Grand prix de la catégorie : Twilight de la Maison Escada. - Sheriff of Seduction (ou Body) : Un(e) membre de chaque maison met son corps en valeur et "vend" sa physiologie, ses formes, sa peau et son hygiène avec de l'attitude. - Grand prix de la catégorie : Packrat de la Maison Lanvin. - Runway : Chaque maison doit créer une présentation de mannequins de vitrine ainsi qu'un défilé sur le runway. - Grand prix de la catégorie : Maison Ninja. - Gagnante du bal : Maison Lanvin - Maisons risquant l'élimination : Maison Balmain et Maison Gucci - Maison éliminée : Pas d'élimination |                      |                            |
| 5 | "Remember The Times" | 18 juin 2020               |
| Sur le thème de l'Histoire ancienne, ce cinquième bal est divisé en deux catégories : March of the Mummies et Warrior Guardians. Pour chaque catégorie, les juges doivent décerner à chaque maison un 10 (le score le plus haut dans la ball culture) ou un "chop" (le score éliminatoire). Old Way Voguing : Runway : Maison Gorgeous Gucci est déclarée maison supérieure et remporte le cinquième bal. Maison Ebony et Maison Lanvin risquent toutes deux l'élimination et doivent s'affronter dans un duel de voguing : les membres désignés sont Shorty Ebony et Makayla Lanvin. L'émotion atteint son comble alors que Makayla et Shorty s'enlacent avant de se battre en duel. Les juges, émus, désignent Makayla comme vainqueur du duel et Maison Ebony est éliminée. - Juge invitée : Kelly Osbourne - Challenge : Marcher 2 catégories sur le thème de l'Histoire ancienne - March of the Mummies (ou Old Way Voguing) : Un(e) membre de chaque maison défile en tenue de momie égyptienne et présente une performance de voguing traditionnel : mouvements saccadés, athlétisme et succession de poses inspirées des magazines de mode. - Grand prix de la catégorie : Jeter de la Maison Gorgeous Gucci. - Warrior Guardians (ou Floor Performance) : Chaque maison doit présenter une performance inspirée par une civilisation ancienne et incorporant l'un des cinq éléments de la vogue : la floor performance. - Gagnante du bal : Maison Gucci - Maisons risquant l'élimination : Maison Ebony et Maison Lanvin - Maison éliminée : Maison Ebony |                      |                            |
| 6 | "Intergalactic"      | 25 juin 2020               |
| Sur le thème de l'Espace et des extraterrestres, ce sixième bal est divisé en deux catégories : Rise of the Fembots et Take Me to Your Leader. Pour chaque catégorie, les juges doivent décerner à chaque maison un 10 (le score le plus haut dans la ball culture) ou un "chop" (le score éliminatoire). Femme Voguing : Fashion : Maison Lanvin est de nouveau déclarée maison supérieure et remporte le sixième bal. Il s'agit de la troisième victoire pour Lanvin. Maison Escada et Maison Ninja risquent toutes deux l'élimination et doivent s'affronter dans un duel de voguing : les membres désignés sont Sharron Ninja et Shyanne Escada. Bien que Maison Ninja ait été une favorite dans la compétition, les juges choisissent de sauver Maison Escada. À la surprise du public, Maison Ninja est éliminée. - Juge invité : Taylor Bennett - Challenge : Marcher 2 catégories sur le thème de l'Espace - Rise of the Fembots (ou Femme Voguing) : Un(e) membre de chaque maison défile en tenue de robot intergalactique et présente une performance de voguing femme : mouvements fluides, gracieux, sexy et attitude hyperféminine. - Grand prix de la catégorie : Jamari de la Maison Balmain. - Take Me to Your Leader (ou Fashion) : Chaque maison doit présenter une performance centrée autour d'un leader, portant des costumes d'extraterrestres bizarres et avant-gardistes. - Gagnante du bal : Maison Lanvin - Maisons risquant l'élimination : Maison Escada et Maison Ninja - Maison éliminée : Maison Ninja |                      |                            |
| 7 | "Capes and Tights"   | 2 juillet 2020             |
| Sur le thème des super-héros et des méchants, ce septième bal est divisé en quatre catégories : Queen Titans, Elastic Fantastic, Super Fashionista et Wonder Twin Power. Pour chaque catégorie, les juges doivent décerner à chaque maison un 10 (le score le plus haut dans la ball culture) ou un "chop" (le score éliminatoire). Ce bal est le deuxième "money ball", et un prix additionnel de 25 000 $ en cash est réparti entre les quatre catégories, indépendamment du prix final de la compétition. Bien qu'il n'y ait pas d'élimination, les juges font appel à une équipe de super-méchants, contre lesquels les vainqueurs de chaque catégorie devront se battre pour obtenir la récompense. Runway & Vogue : Les compétiteurs sont Zay Zay Lanvin, Delicious Gucci, London Escada et Jamari Balmain. Jamari Balmain, qui rend hommage à l'équipe Ninja éliminée la semaine précédente, est désigné vainqueur de la catégorie. Un duel l'oppose alors à un super-méchant, Bad Baby, qui s'avère être Shorty Ebony, éliminé à l'issue du cinquième bal. Jamari Balmain remporte le duel et 5 000 $. Hand Voguing : Les compétiteurs sont Jeter Gorgeous Gucci, Gravity Balmain, Carlos Lanvin et Yyoyo Escada. Carlos Lanvin est déclaré vainqueur, et doit se battre contre Monster 007, une figure emblématique de la culture ballroom. Bien que Monster reçoive un vote, Carlos est déclaré vainqueur à la majorité et remporte ainsi 5 000 $. Fashion : Les compétiteurs sont Deshon Gorgeous Gucci, Calypso Balmain, Eyricka Lanvin et Jazzul Escada. Selon Leiomy, tous les candidats manquent de confiance en eux et ne sont pas à la hauteur de la catégorie. Les votes des juges sont partagés entre Calypso et Eyricka, mais c'est finalement Mère Eyricka qui est déclarée vainqueur. Elle doit se battre en duel contre Le Pingouin, qui n'est autre que Champ St. Laurent, éliminé lors du troisième bal. Eyricka s'impose en arrachant le parapluie de Champ et remporte le duel ainsi que 5 000 $. Wonder Twin Power : Les duos sont Packrat et Makayla Lanvin, Shyanne et Twilight Escada, Jarrell et Jeter Gorgeous Gucci et enfin Torie et Cali Balmain. Bien que Maison Escada reçoive des votes, la majorité désigne Maison Lanvin comme les vainqueurs de la catégorie. Un duel les oppose alors à deux super-méchants, Lethal Leopard (aka Lolita Leopard de la Maison 007) et Queen Bee (aka Honey de la Maison Balenciaga), deux figures de la culture ballroom. Le duel est spectaculaire, Lethal tirant notamment sur la cape de Makaylah. Leiomy désigne ce duel comme le meilleur de la saison. Les super-méchants sont déclarés vainqueurs et remportent 10 000 $. Pour la quatrième fois et la seconde fois consécutive, Maison Lanvin est déclarée maison supérieure et remporte le bal ainsi que le trophée. Jameela Jamil annonce que Maison Lanvin remporte également un avantage pour le prochain bal : pour la demi-finale de Legendary, les quatre maisons devront constituer deux équipes formées de deux super maisons qui marcheront ensemble. Eyricka Lanvin dispose ainsi du choix de sa maison partenaire, et choisit Maison Gorgeous Gucci. - Juge invitée : Winnie Harlow - Challenge : Marcher 4 catégories sur le thème des super-héros - Queen Titans (ou Runway & Vogue) : Un(e) membre de chaque maison défile sur le podium puis finit sa performance en voguant. Il doit porter un costume inspiré des super-héros et doit présenter un "reveal", c'est-à-dire transformer soudainement sa tenue pour en révéler une autre. - Grand prix de la catégorie : Jamari de la Maison Balmain. - Elastic Fantastic (ou Hand Voguing) : Un(e) membre de chaque maison doit voguer en présentant des membres aussi puissants qu'élastiques, des mains létales et une dextérité à toute épreuve. - Grand prix de la catégorie : Carlos de la Maison Lanvin. - Super Fashionista (ou Fashion) : Un(e) membre de chaque maison doit défiler avec sa meilleure tenue et réaliser les meilleures poses. - Grand prix de la catégorie : Mère Eyricka de la Maison Lanvin. - Wonder Twin Power : Chaque maison présente une paire de super-héros qui sont là pour "servir et protéger". - Grand prix de la catégorie : Maison Lanvin. - Gagnante du bal : Maison Lanvin - Maison éliminée : Pas d'élimination |                      |                            |
| 8 | "Atlantis"           | 9 juillet 2020             |
| Sur le thème des mers et des océans, ce huitième bal est divisé en cinq catégories : Tales from Atlantis, Octo Pus Pus Party, Merfolk Physiques, To Sea or Not to Sea et Rich Fish Bitch. Les quatre maisons sont divisées en deux "super maisons". Lors du 7e bal, Mère Eyricka Lanvin choisit de former la super maison La'Gorgeous avec la Maison Gucci. Les maisons Balmain et Escada forment donc la super maison Balscada. Pour chaque catégorie, les juges doivent décerner à chaque super maison un 10 (le score le plus haut dans la ball culture) ou un "chop" (le score éliminatoire). Face, Runway & Vogue : Pour la super maison Balscada, Calypso présente Face, Jamari présente Runway et London présente Vogue. Quant à la super maison La'Gorgeous, Eyricka présente Face, Zay Zay présente Runway et Makaylah présente Vogue. Bien qu'ils soient critiqués pour leur choix de performers issus uniquement de la Maison Lanvin, les candidats de la super maison La'Gorgeous remportent la catégorie. Hand Voguing : Pour la super maison Balscada, les compétiteurs sont Twilight, Gravity, Jazzul et Yyoyo. Pour la super maison La'Gorgeous, les compétiteurs sont Carlos, Delicious, Packrat et Jeter. Balscada remporte la catégorie. Body : Les compétiteurs sont Jarrell La'Gorgeous et Cali Balscada, qui marche Body pour la première fois. Jarrell La'Gorgeous remporte le grand prix. Tag Team Voguing : Shyanne et Torie Balscada affrontent Deshon et Packrat La'Gorgeous. Aucune des performances n'est saluée par les juges, mais c'est la super maison Balscada qui l'emporte. Ovahness : Père Jamari et Père London affrontent Mère Eyricka et Père Jarrell La'Gorgeous. Un débat oppose les deux maisons lors de la délibération : La'Gorgeous estime que le thème était de porter des tenues luxueuses, tandis que Balscada insiste sur le fait qu'il fallait apporter un côté bizarre à la présentation, ce que La'Gorgeous n'a pas fait. Les juges sont également partagés, mais Leiomy tranche en faveur de Balscada qui remporte la catégorie. Avec trois victoires sur cinq, la super maison Balscada, et donc les maisons Escada et Balmain, sont directement qualifiées pour la finale. Maison Lanvin et Maison Gucci doivent donc s'affronter en duel pour obtenir la dernière place pour la finale. Jeter est choisi pour représenter Gucci dans le duel de voguing, tandis que Makaylah se bat pour Lanvin. Makaylah l'emporte et qualifie sa maison en finale, et Maison Gucci est éliminée. Avant de quitter la scène, Père Jarrell confronte la juge invitée Tamar Braxton, l'accusant d'avoir comploté contre sa maison, mais celle-ci nie et Leiomy la défend. - Juge invitée : Tamar Braxton - Challenge : Chaque super maison marche 5 catégories sur un thème sous-marin - Tales from Atlantis (ou Face, Runway & Vogue) : Trois membres de chaque super maison marchent ensemble, habillés selon un thème sous-marin. Chaque membre représente une catégorie : face, runway et vogue. - Grand prix de la catégorie : Mère Eyricka, Makaylah et Zay Zay de la Super Maison La'Gorgeous. - Octo Pus Pus Party (ou Hand Voguing) : Quatre membres de chaque super maison doivent voguer avec leurs mains dans une performance d'ensemble. - Grand prix de la catégorie : Yyoyo, Twilight, Gravity et Jazzul de la Super Maison Balscada. - Merfolk Physiques (ou Body) : Un(e) membre de chaque maison met son corps en valeur et "vend" sa physiologie, ses formes, sa peau et son hygiène avec de l'attitude. - Grand prix de la catégorie : Jarrell de la Super Maison La'Gorgeous. - To Sea or Not to Sea (ou Tag Team Voguing) : Deux membres de chaque super maison voguent en duo, l'un après l'autre. - Grand prix de la catégorie : Shyanne et Torie de la Super Maison Balscada. - Rich Fish Bitch (ou Ovahness) : Les deux parents de chaque super maison défilent ensemble dans des tenues luxueuses et avant gardistes, avec un côté bizarre. - Grand prix de la catégorie : Père London et Père Jamari de la Super Maison Balscada. - Gagnante du bal : Super Maison Balscada - Maisons risquant l'élimination : Maison Gucci et Maison Lanvin (Super Maison La'Gorgeous) - Maison éliminée : Maison Gucci                                                                                 |                      |                            |

## Accueil

### Accueil critique
Le site Web d'agrégateur d'avis Rotten Tomatoes a fait état d'un taux d'approbation de 92 %. Le consensus sur le site indique : « Avec le charme du présentateur Dashaun Wesley, les maisons talentueuses et une joie qui paraît sans fin, Legendary est un spectacle ballroom flamboyant aussi bien pour les fans inconditionnels que pour les nouveaux venus ». Sur Metacritic, elle a obtenu une note moyenne de 67⁄100 d'après 8 avis, ce qui signifie « avis généralement favorables ».

### Récompenses et nominations
| Cérémonie                         | Année | Nomination                                      | Résultat   |
| --------------------------------- | ----- | ----------------------------------------------- | ---------- |
| GLAAD Media Awards                | 2021  | Outstanding Reality Program                     | En attente |
| Guild of Music Supervisors Awards | 2021  | Best Music Supervision – Reality Television     | Nomination |
| MTV Movie & TV Awards             | 2021  | Best Competition Series                         | En attente |
| MTV Movie & TV Awards             | 2021  | Best Unscripted Fight                           | En attente |
| Webby Awards                      | 2021  | Social - Television & Film (Series & Campaigns) | En attente |

### Controverse
En février 2020, un communiqué de presse laisse entendre que Jameela Jamil, femme cisgenre et hétérosexuelle, serait la maîtresse des cérémonies de Legendary. Cela suscite une controverse sur les réseaux sociaux, car ce rôle est traditionnellement réservé à une légende de la ball culture, quelqu'un qui y a ses racines et y a fait ses preuves. La ball culture est aussi un milieu qui « existe et évolue grâce à une communauté LGBT+ bien ciblée, dont ne fait pas partie Jameela Jamil». De manière plus large, la présence de Megan Thee Stallion et Jamil au panel des juges est critiquée, certains remettant en cause la légitimité de leurs compétences pour juger cette compétition.
En réponse, Jamil réalise son coming out en tant que bisexuelle et les producteurs de l'émission rectifient le tir en affirmant que Jamil sera seulement une des juges et que Dashaun Wesley, légende du ballroom, serait le MC,. Ils assurent que la compétition se concentrera sur « le cœur de la ball culture ». Leiomy Maldonado défend et explique le choix des juges dans une interview pour Vanity Fair : Jamil est la nouvelle venue, faisant écho à l'expérience des téléspectateurs qui découvrent la ball culture, Megan Thee Stallion fait bénéficier l'émission de sa popularité, Law Roach apporte son expertise sur la mode et elle-même apporte son statut légendaire de wonder woman de la vogue.